# Script kiddie
Um script kiddie (garoto dos scripts, numa tradução literal) é um termo dado aos garotos inexperientes (geralmente de faixa etária inferior a 17 anos) que praticam atividades semelhantes a hackers, como invasões e explorações de vulnerabilidade (ou pelo menos tentam praticar) utilizando-se de métodos, ferramentas, e scripts desenvolvidos por hackers. Pois os script kiddies não possuem conhecimento e nem capacidade para compreender programação, codificação e exploração de vulnerabilidade, e por tanto sempre depende das maneiras e ferramentas disponibilizadas na internet.
Grande parte dos ataques virtuais são feitos por script kiddies,[carece de fontes] que utilizam exploits, maneiras e ferramentas desenvolvidas por Hackers para alcançar seus objetivos. Script kiddies costumam usar leet speak, por exemplo, Pentester, em seus pseudônimos, e se identificar pelas suas ações como Pentester, e dizer que: "Hacker só usa linux" ou "Kali Linux é vida" por dependerem deste sistema operacional, já que nele todas as ferramentas foram entregues de bandeja, e assim, os ausentam da tarefa de desenvolver tudo do começo pelo seu DNA, ou seja, pelo código fonte, como o Hacker costuma fazer, e também por possuir um tema relativamente categórico de background preto com letras verdes, que os fazem se sentir próximos aos Hackers de filmes fantasiosos e completamente surreais, e assim os ajudando a disfarçar sua incapacidade e imperícia.
Também se intitulam como defacer (quem altera o conteúdo original de websites, geralmente tendo acesso ao sistema, realizando defacement), carder (fraudadores de cartões de crédito), banker (fraudes bancárias), entre outros.Esta expressão é utilizada com fim pejorativo, afinal, os script kiddies não possuem o desempenho para se tornar um Hacker.

## Termolammer
Script kiddie é o sinônimo moderno do antigo termo lammer (de acordo com o dicionário britânico, uma pessoa inepta ou ineficaz), apesar de amplamente difundido no Brasil como lammer, a sintaxe correta do termo é lamer, oriundo do adjetivo Lame (fraco, desabilitado, insatisfatório).